# François Fauché
Pour l’article ayant un titre homophone, voir François Faucher (éditeur).
Vous pouvez aider à l'améliorer ou bien discuter des problèmes sur sa page de discussion.
- Il ne cite pas suffisamment ses sources. Vous pouvez indiquer les passages à sourcer avec {{référence nécessaire}} ou {{Référence souhaitée}}, et inclure les références utiles en les liant aux notes de bas de page. (Marqué depuis avril 2024)
- Certaines informations devraient être mieux reliées aux sources mentionnées dans la bibliographie ou les liens externes. Améliorez sa vérifiabilité en les associant par des références. (Marqué depuis avril 2024)

- Archive Wikiwix
- Bing
- Cairn
- DuckDuckGo
- E. Universalis
- Gallica
- Google
- G. Books
- G. News
- G. Scholar
- Persée
- Qwant
- (zh) Baidu
- (ru) Yandex
- (wd) trouver des œuvres sur Wikidata

François Fauché est un chanteur soliste français spécialisé dans le répertoire baroque pour voix de basse.

## Biographie
François Fauché a beaucoup travaillé durant les années 1980 avec l'ensemble de musique baroque Les Arts florissants, qui était alors un des fers de lance du mouvement de renouveau de la musique baroque surnommé les Baroqueux en France et en Belgique, et était dirigé par William Christie.
Il était alors un des piliers de cet ensemble, aux côtés d'Agnès Mellon, Jill Feldman, Monique Zanetti, Guillemette Laurens,  Dominique Visse, Michel Laplénie, Étienne Lestringant, Philippe Cantor, Gregory Reinhart, Antoine Sicot…
Il est membre de l'Ensemble Clément Janequin dirigé par Dominique Visse, avec lequel il participe à de nombreux concerts en France et à l'étranger, ainsi qu'à de nombreux enregistrements.
Il fut également membre de l'Ensemble Organum et de l'Ensemble européen William Byrd.

## Discographie sélective

### Avec Les Arts florissants
- 1983 : In nativitatem Domini canticum H.416 de Marc-Antoine Charpentier
- 1983 : Pastorale sur la Naissance de Notre Seigneur Jésus-Christ H.482 de Marc-Antoine Charpentier
- 1984 : Médée H 491 de Marc-Antoine Charpentier
- 1986 : Dido and Aeneas de Henry Purcell
- 1986 : Le Reniement de Saint Pierre H.424 de Marc-Antoine Charpentier
- 1986 : Méditations pour le Carême H.380-389 de Marc-Antoine Charpentier
- 1987 : Selva Morale e Spirituale de Claudio Monteverdi
- 1989 : Oratorio per la Settimana Santa de Luigi Rossi
- 1989 : Te Deum H 146 de Marc-Antoine Charpentier
- 1990 : Le Malade Imaginaire H 495 de Marc-Antoine Charpentier
- Petits Motets de Jean-Baptiste Lully

### Avec l'Ensemble Organum
- Chants de l'Église de Rome - Période byzantine

### Avec l'Ensemble Clément Janequin
- 1989 : Pierre de La Rue : Missa L'Homme armé - Requiem
- 1994 : Une fête chez Rabelais

### Avec le Concert Spirituel
- 1997 : Leçons de Ténèbres de Joseph Michel